# Arcoppia meghalayensis
Arcoppia meghalayensis är en kvalsterart som beskrevs av Sanyal, Sengupta, Saha och Chakrabarti 2000. Arcoppia meghalayensis ingår i släktet Arcoppia och familjen Oppiidae. Inga underarter finns listade i Catalogue of Life.